# Infiniti Pro Series 2002
Le championnat d'Infiniti Pro Series 2002 a été remporté par le pilote américain A.J. Foyt IV sur une monoplace de l'écurie Foyt Enterprises.

## Règlement
- Tous les pilotes sur Dallara-Infiniti

## Courses de la saison 2002
| Date        | Lieu        | Vainqueur      | Nationalité | Écurie           |
| ----------- | ----------- | -------------- | ----------- | ---------------- |
| 7 juillet   | Kansas      | A.J. Foyt IV   | États-Unis  | Foyt Enterprises |
| 20 juillet  | Nashville   | Cory Witherill | États-Unis  | Hemelgarn        |
| 28 juillet  | Michigan    | A.J. Foyt IV   | États-Unis  | Foyt Enterprises |
| 11 août     | Kentucky    | A.J. Foyt IV   | États-Unis  | Foyt Enterprises |
| 25 août     | Gateway     | Ryan Hampton   | États-Unis  | Hampton          |
| 8 septembre | Chicagoland | Aaron Fike     | États-Unis  | Hemelgarn        |
| 14 août     | Fort Worth  | A.J. Foyt IV   | États-Unis  | Foyt Enterprises |

## Classement des pilotes
| Classement | Pilote              | Pays             | Écurie           | Nombre de points |
| ---------- | ------------------- | ---------------- | ---------------- | ---------------- |
| 1er        | A.J. Foyt IV        | États-Unis       | Foyt Enterprises | 290              |
| 2e         | Arie Luyendyk Jr.   | Pays-Bas         | Luyendyk         | 236              |
| 3e         | Ed Carpenter        | États-Unis       | Sinden           | 226              |
| 4e         | Cory Witherill      | États-Unis       | Hemelgarn        | 213              |
| 5e         | Aaron Fike          | États-Unis       | Hemelgarn        | 186              |
| 6e         | Ronnie Johncox      | États-Unis       | Rev1             | 180              |
| 7e         | Gary Peterson       | États-Unis       | Sprinklers       | 163              |
| 8e         | G. J. Mennen        | États-Unis       | Sam Schmidt      | 161              |
| 9e         | Ryan Hampton        | États-Unis       | Hampton          | 147              |
| 10e        | Marty Roth          | Canada           | Brian Stewart    | 138              |
| 11e        | Rolando Quintanilla | Mexique          | Roquin           | 137              |
| 12e        | Mike Koss           | États-Unis       | Bowes Seal Fast  | 123              |
| 13e        | Matt Beardsley      | États-Unis       | Beardsley        | 107              |
| 14e        | Jason Priestley     | Canada           | Kelley Racing    | 99               |
| 15e        | Tom Wood            | Canada           | Sam Schmidt      | 83               |
| 16e        | Tony Turco          | États-Unis       | Bowes Seal Fast  | 57               |
| 17e        | Matthew Halliday    | Nouvelle-Zélande | Bowes Seal Fast  | 44               |
| 18e        | Curtis Francois     | États-Unis       | Sam Schmidt      | 30               |
| 19e        | Dave Steele         | États-Unis       | Bowes Seal Fast  | 44               |
| 20e        | Jeff Tillman        | États-Unis       | Sam Schmidt      | 18               |